# Polystachya estrellensis
Polystachya estrellensis är en orkidéart som beskrevs av Heinrich Gustav Reichenbach. Polystachya estrellensis ingår i släktet Polystachya och familjen orkidéer. Inga underarter finns listade i Catalogue of Life.